# Saxmundham
Saxmundham este un oraș în comitatul Suffolk, regiunea East, Anglia. Orașul se află în districtul Suffolk Coastal.